# 卡尔一世·菲利普·施瓦岑贝格纪念柱
卡尔一世·菲利普·施瓦岑贝格纪念柱（Pomník Karla Filipa Schwarzenberga）是一座花岗岩方尖碑，位于捷克卡罗维发利城南邮局旁，立于1818年，用于庆祝奥地利陆军元帅卡尔一世·菲利普·施瓦岑贝格亲王在莱比锡战役中战胜拿破仑·波拿巴。

## 历史
1813年10月16日到19日的莱比锡战役，又称为“诸国之战”，奥地利、普鲁士、俄罗斯和瑞典联军，由卡尔一世·菲利普·施瓦岑贝格亲王指挥，战胜拿破仑·波拿巴。1818年，获胜的奥地利军队为他们的元帅建造了纪念方尖碑。 纪念碑的揭幕仪式于1818年6月30日举行，亲王亲临水疗中心。 虽然莱比锡为亲王带来了世界声誉和事业成功，但他本人表示，震惊于战争可怕的暴力，“当我的事业成功的时候，我感觉很糟糕，鲜血和尸体无法带给我幸福”。1991年，纪念碑彻底重建。